# Hemicircus concretus
A Hemicircus concretus a madarak (Aves) osztályának harkályalakúak (Piciformes) rendjébe, ezen belül a harkályfélék (Picidae) családjába tartozó faj.

## Előfordulása
Brunei, Indonézia, Malajzia, Mianmar és Thaiföld területén honos. Természetes élőhelyei a szubtrópusi és trópusi párás síkvidéki erdők és szubtrópusi vagy trópusi nedves hegyvidékek.

## Alfajai
- Hemicircus concretus concretus (Temminck, 1821)

A Hemicircus concretus sordidus manapság önálló fajnak számít Hemicircus sordidus (Eyton, 1845) néven.